# The Knife (chanson)
Ne doit pas être confondu avec The Knife.
Singles de Genesis
The Silent Sun
(1968) Watcher of the Skies
(1973)
Pistes de Trespass
Dusk
(5)
The Knife est une chanson du groupe de rock progressif Genesis, parue en 1970 sur l'album Trespass. Dernier titre de l'album et contrastant avec le reste de celui-ci, il sort en single en mai 1971.

## Thèmes et composition

### Musique
La chanson est inhabituellement agressive pour Genesis à l'époque, car la plupart de leur travail consistait en des textures acoustiques douces et pastorales avec des paroles poétiques. Il présente un riff d'orgue, semblable à une marche, des guitares et des basses fortement déformées et une batterie rapide.
Le solo de flûte de Gabriel au milieu de la chanson donne un intermède paisible au milieu des éléments rock agressifs. La chanson est dans la tonalité de La♭ mineur, une tonalité difficile à la flûte, donc en concert Gabriel séparerait légèrement les deux morceaux de sa flûte pour abaisser sa hauteur d'un demi-ton, puis transposerait le doigté d'un demi-ton vers la mineur. Mais parfois le solo de flûte était joué dans la mauvaise tonalité en cas d'oubli de Peter d'ajuster son instrument.

### Paroles
Peter Gabriel a déclaré qu'il s'était inspiré du morceau Rondo de The Nice, et le titre provisoire de The Knife était d'ailleurs Nice. Dans les paroles de la chanson, Gabriel, influencé par un livre sur Gandhi, essaye de montrer comment toutes les révolutions violentes se terminent inévitablement avec un dictateur au pouvoir. La chanson présente un intermède dans lequel un groupe de soldats est confronté à une foule de manifestants. Cette partie a été inspirée par les fusillades de Kent State du printemps précédent.

### Pochette

#### Single
Lors de la sortie du single en mai 1971, la pochette présente (dans le sens des aiguilles d'une montre à partir du haut à gauche) Gabriel, Phil Collins, Rutherford, Banks et Steve Hackett. Collins et Hackett n'ont pas joué sur la piste mais ont rejoint le groupe peu de temps après l'enregistrement de l'album, remplaçant respectivement John Mayhew et Anthony Phillips.

#### Album
Paul Whitehead, créateur de la pochette de l'album Trespass, avait terminé son dessin avant que le groupe ne décide d’ajouter la chanson The Knife au disque. Pensant que la pochette ne reflétait plus assez l’album, le groupe persuade Paul d’éventrer son œuvre avec un couteau. La photographie du résultat fut utilisée comme pochette.

## Réception

### En concert
La chanson a été souvent interprétée au cours des cinq premières années du groupe en tant que titre de conclusion. Une version live apparaît sur l'album Genesis Live de 1973.
La chanson était la dernière du rappel joué lors du concert Six of the Best en 1982. Ce qui en fait la dernière chanson que Peter Gabriel et Steve Hackett ont joué ensemble.

## Musiciens
- Peter Gabriel : chant, flûte traversière, percussions
- Tony Banks : orgue Hammond
- Anthony Phillips : guitare électrique
- Mike Rutherford : guitare basse
- John Mayhew : batterie